# Leiotettix sanguineus
Leiotettix sanguineus är en insektsart som beskrevs av Bruner, L. 1906. Leiotettix sanguineus ingår i släktet Leiotettix och familjen gräshoppor. Inga underarter finns listade i Catalogue of Life.